# دلمه کلم‌پیچ

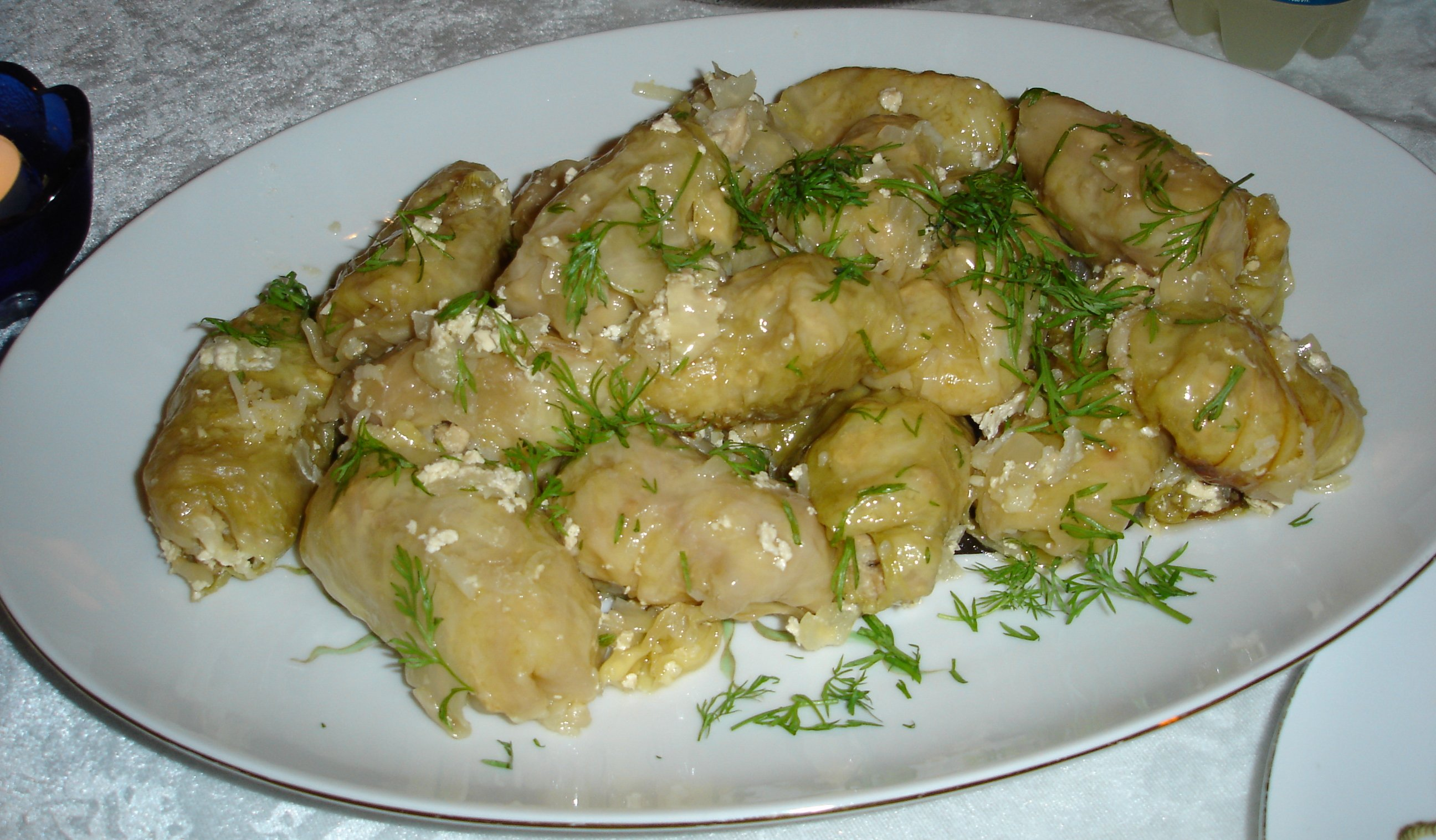
دلمه کلم‌پیچ یا کلم رول در اروپای مرکزی

دلمه کلم‌پیچ که معمولاً کلم پر شده هم نامیده می‌شود از یک بشقاب برگ کلم پر شده تشکیل می‌شود. این یک غذای مشترک میان اقوامی از بالکان، و همچنین سایر نقاط اروپا مانند فنلاند و سوئد و همچنین خاورمیانه است. در اروپا این غذا را بر پایه گوشتهایی نظیر گوشت گاو، گوشت گوسفند یا گوشت خوک، به همراه چاشنی‌هایی مانند سیر، پیاز و ادویه تهیه می‌کنند. علاوه بر آن از غلاتی مانند برنج و جو، تخم‌مرغ، قارچ و سبزیجات هم استفاده می‌شود. برای تهیه این غذا به ویژه در جنوب شرقی اروپا، برگ کلم ترشی بسته‌بندی شده به‌کار می‌رود. در آسیا از غذاهای دریایی، توفو و قارچ شیتاکه نیز ممکن است استفاده شود و کلم چینی هم برای پیچیدن آن‌ها به‌کار می‌رود.